# 秘密×戰士 幻影甜心！
秘密×戰士幻影甜心！是於東京電視網播出的少女向特攝電視劇，為《女孩×戰士系列》的第3作。

## 概要
2018年夏天，在LDH「THE GIRLS AUDITION」演員部門海選選出了主要演員。。
2019年2月26日，公佈了三位主角的主要演員和片名。 

2019年4月6日，在池袋陽光城噴泉廣場，和前作《魔法×戰士 魔力純心！ 》的主要演員舉行接棒儀式 。 。
劇本主要由撰寫偶像學園、妖怪手錶、決鬥大師等劇本的加藤陽一負責。
導演由前作《偶像×戰士 奇蹟之音！》和《魔法×戰士 魔力純心！》的總導演三池崇史擔任 。還有，《偶像×戰士 奇蹟之音！》中擔任主要導演的山口義孝回歸擔任。
延續《魔法×戰士 魔力純心！》，在網絡局的媒體播放上，增加玩具播放互動。
2020年7月23日，決定將公開系列的第一部劇場版電影。此外，宣布將在4月之後繼續播放，6月28日播放番外，7月5日至12日，以「phantomi Kizuna Selection」為題，重播37集和64集。

## 劇情概要
幻影甜心是秘密的怪盜。在梵迪的指令下，把被逆逆警察變成了「逆反者」的人，其身上的「逆反之心」找出來，幫他們重獲安寧。

## 登場人物

### 幻影甜心（Phantomirage）
通過找出人們的「逆反之心」來保護世界的正義的怪盜。另一個名字是「秘密×戰士」，身份是超級秘密，如果暴露了身份，就會得到「變成爆米花」的懲罰。 
櫻衣心美／幻影紅桃（Sakurai Kokomi／Fantomihaato）：菱田未渚美(童年：山本和花） （中文配音：張乃文）
主角
形象顏色：  粉红色
性格開朗、精力充沛的初中一年級（第52話升上初中二年級）
喜歡的食物是小番茄，可以一次吃完一碗。
口頭禪是「我的心是幻影無限！」
不能放下困擾的人不顧的溫柔性格。當感動或興奮時，經常說「非常○○」。
當父親慎一在第一集中變成了「逆反者」時，成為了第一個幻影甜心。
因尋找傳說中的可可樹而離開家的父親，變得孤獨，但是也會支持父親，為家人著想。
明日海咲／幻影黑桃（Asumi Saki／Fantomisubiido）：山口綺羅 （童年：飯尾夢奏）（中文配音：林美秀）
形象顏色：  藍色
心美的朋友和同學。反應快，總是在研究各種各樣的東西。
熱衷在｢Metube」發布與心美拍攝和編輯的視頻 。
口頭禪是｢已經完美開始了！」。
第1集，稱自己為｢幻影甜心粉絲一號」。
第2集，成為了幻影甜心。
第54集，試圖獲得乒乓球運動員福平麻衣的簽名時，以幻影甜心的變身裝束說出了自己的名字，被顛倒刑警和相反巡警揭穿了身份，變成了爆米花。
第55集，幻影甜心們通過獲得「恢復之鹽」把咲恢復了原來的樣子，但因為不小心倒太多了，把咲變成了巨大爆米花。
第58集，心美帶來了「必定恢復焦糖」，把咲恢復了原來的狀態。
紫月四葉／幻影梅花（Shizuki Yutsuba／Fantomikuroobaa）：原田都愛 （童年：佐佐木美佑）（中文配音：連思宇）
形象顏色：  紫色
第4集開始出現。
性格沉穩冷靜的少女。心美和咲的隔壁班同學。
口頭禪是「我想守護最重要的人！」。
在變身成幻影甜心的過程中，原本的短髮會變長。
在第4集看到妹妹奈葉被逆反者襲擊時，束手無策，所以想成為幻影甜心。向幻影甜心傾訴了自己的想法，最後成為了幻影甜心。
紅羽星羅／幻影方塊（Kureha Seira／Fantomidaiya）：石井蘭 （中文配音：穆宣明）
形象顏色：  红色
擅長喬裝的怪盜家族後裔。
口頭禪是「就幻影而言，可行！」。 
與心美、咲和四葉不同，使用幻影羅盤變身 。
在第9集中作為神秘少女登場。
在第13話中，以星羅的身份出現在主角三人面前。一開始，盡可能獨自行動，令自己成為一流的怪盜，但當在遇到主角三人時，意識到朋友的重要性，並在第15集作為第四個幻影甜心加入了主角三人的行列。
剛加入幻影的時候，沒有上學，後來和主角三人上了同一所初中。

### 幻影甜心秘密基地
梵迪（Fandii）：關口Mandy（中文配音：李景唐）
幻影甜心的領導者
平時會保護秘密基地的金庫，監視幻影甜心的活動，並以影像通訊和全息圖的形式出現。有傻傻的一面，時常嚇到幻影四名成員。
大栗純/大慄純（梵古慄/梵古栗)（Ookuri Jun/Fanguri）：小栗旬（中文配音：何志威）
第25集首次登場
梵迪的哥哥，怪盜・梵古栗。平常是日本代表的演員・大栗純  。
把幻影懷表授予幻影甜心，並在第27集中進軍好萊塢。
熊琪（Kumachii）
CV：本田翼（中文配音：林佳儀)
這部作品的吉祥物。
第1集，被指控「尋找酷帥的正義夥伴之罪」而被追捕，但沒被逆逆警察變成為逆反者
能感受到逆逆警察和酷帥的人的氣息, 感知為「逆反的氣息」
教授幻影甜心如何使用幻影腕鎖和秘密鑰匙。
通常會變成帽子形狀的鑰匙扣。
禮帽升級後，能將逆反寶石淨化成幻影香水。
安奈樹裡/安奈樹裏(朱莉婭/樹裏婭）（Anna Juri/Juria）：柳生美結（中文配音：林秀晶)
第23集首次登場
見習怪盜-梵迪的徒弟和光輝中學保健室老師，也是舞蹈社的顧問老師。
平時性格害羞，但戴上金色假髮後，性格會變得外向，自稱朱莉婭。
在第53集，辭去保健室老師的工作，踏上了尋找幻影同伴的旅途。
第63集，和幻影皇后組成「秘密戰士·幻影國際」。
Amigo/愛蜜友（Amiigo）：Dream Ami（中國配音：林芝凡)
第55集首次出現
幻影甜心的前輩，稱號是「幻影女王」。
在過去，曾經揭露過身份並變成過爆米花。
第63集，和朱莉婭組成「秘密戰士·幻影國際」。

### 逆逆警察
反派。 「逆逮捕」酷帥的人，創造逆反者的存在。來自顛倒帝國的警察，會以很長罪名，任意斷定人的罪，並成為「逆反者」（イケナイヤー）。只要成為逆反者，均在左手戴有包括驚嘆號的黑色手套，並會做出違反常理與擾亂秩序之事。在劇中角色不會說出該手套之特徵，只憑熊琪感覺出「逆反的氣息」，即可得知是否有逆反者的出現，以及對象是否為逆反者。
除了顛來倒去大人外，所有員工都是兼職員工。藏身處“逆逆警察局”是倒轉的，天花板在地上。 
逆德署長（Gyannu Shochou）：石田妮可（中文配音：王華玉)
29歲。
觀望著相反巡警實現成為英雄的夢想，並在第59集中再次努力成為一名模特。因為打不開心底地笑，拍不出滿意的照片，決定放棄
被星羅說服，決定再次嘗試拍攝。
顛來倒去大人為了讓她留下來，把她變成了逆反者。最後被幻影甜心淨化，獲得了幻影香水, 實現了像母親一樣成為模特的夢想。
相反巡警（Magyaku junsa）：黑石高大（中文配音：孫誠)
33歲
興趣是肌肉鍛鍊
時薪:5日元
基本上和顛倒刑警搭檔
實際上, 因渴望成為英雄加入了逆逆警察。但在遇到幻影甜心之後，他開始感覺到逆逆的警察和他所想像的英雄形象之間的差距
在幻影甜心的支持下，決定退出逆逆警察。顛來倒去大人為了讓他留下來，把他變成了逆反者。
最後他被幻影甜心淨化，獲得了幻影香水，實現了他成為演員的夢想。
顛倒刑警（Abekobe keiji）：pee（中文配音： 陳恩華)
永遠17歲
把莎萊當作妹妺看代
第60集，試圖撕下時裝秀的海報時遇到了咲和莎萊。與其他兩人不同，無法掩飾沒有真正想要實現的夢想的沮喪。
在幻影甜心的支持下，決定退出逆逆警察，尋找夢想。
顛來倒去大人為了讓他留下來，把他變成了逆反者。最後他被幻影甜心淨化，獲得了幻影香水，走上新的道路。
顛來倒去大人（Sakasaanma Sama）：坂野丹迪（中文配音：王華宜)
逆逆警察的老大。
目標征服人類世界
一直到第51集，都是3D動畫的形象，形像是前作放棄之石的倒轉版。
第52集，憑積累的「逆反能量」，進而變成實體角色
真面目為坂野丹，童年被周圍的人取笑而決定把世界變得逆反。
最後被幻影淨化。
夏季署長（Samaa Shochou）：大島美幸（森三中）（中文配音：萬美齡)
第16集首次出現
夏季限定署長。
口頭禪是「我夏季」。
能製造巨型逆反者，巨型逆反者可以製造小型逆反者
最後登場於第21集
莎萊（Sarai）：山口莉愛（中文配音：穆文暄)
第25集首次登場
口頭禪是「逆反之事，我找到了！」
自我介紹:「我是莎萊!小學五年級!」
顛來倒去大人製作的最強「悲傷玩偶」。
擅長跳舞，認為自己是個正常人，在自稱父親的顛來倒去大人的指揮下，做逆反之事。
雙手對逆反者釋放力量或跺腳把力量通過地面傳到逆反者身上，將逆反寶石變成牢不可破逆反寶石。
第34集，搶奪了幻影甜心的交代鑰匙, 即幻影項鏈，打開了逆反之盒，解放了梵迪所累積的逆反能量。人偶吸收了散播的逆反能量變成了人偶逆反者。
第36集，得知自己是「被小學五年級的主人拋棄的玩偶」，隨著黑化為暗黑莎萊, 甚至吸收了逆反能量轉為聖誕模式。可以直接變出真的很牢不可破的堅不可摧牢不可破逆反寶石
第37集，有了和幻影甜心牽絆的力量，奇蹟發生，成為人類
第48集，與拋棄自己的前主人香川惠里香重逢。
第55集，升上小學六年級
是幻影的忠實粉絲，但也喜歡逆逆警察
在續作警察×戰士 愛心巡護！成為了愛心巡護靚紫

### 光輝中學
坂上文秋（Sakagami Fumiaki）：南出凌嘉（中文配音：連思宇)
第2集首次出現
本作第二個逆反者
咲和心美的同班同學。 
班報「週刊文秋」的製作者。
一開始，有在窺探幻影的身份，被心美和咲勸告後放棄。

### 櫻衣家
櫻衣慎一（Sakurai Shinichi）：齋藤工（中文配音：何志威)
心美的父親。甜點師傅
本作第一個逆反者
第4集，踏上了尋找傳說中11年一遇的可可豆的旅程。
第44集，回家和心美一起度過了情人節後，再次踏上了尋找73年一遇的超夢幻的傳說中的可可豆的旅程。
第59集，被顛倒刑警抓住，用AQ逆反機器控制住，並被顛來倒去大人囚禁以製作「告知秘密巧克力」。也成為本作唯一「曾經成為兩次逆反者」的角色。
第61話顛來倒去大人被淨化後，被安全放出。
櫻衣惠美（Sakurai Emi）：酒井若菜
心美的媽媽。
出現在第31集和第32集。
世界一流的帽子設計師。
梅野實（Umeno Minoru）：今井隆文（中文配音：李景唐)
第4集首次出現
被稱為「梅醬」。 
心美的父親的弟子。
在心美的父親的旅程中，幫忙經營著這家店。
第21集，參加幻影慶典，被逆逮捕並成為巨型逆反者。
第54集，被前來偷蛋糕的逆反者囚禁。
第63集，踏上了尋找夢幻水果香蕉的旅程。

### 明日海家
明天海劍（Asumi Ken）
：鯨井智充（中文配音：何志威)
咲的父親。
- 出現在第2集。

明天海舞子（Asumi Maiko）：長澤奈央（中文配音：張乃文)
咲的母親。
出現在第2集。

### 紫月家
紫月一葉（Shizuki Ichiyou）：岩井堂聖子（中文配音：張乃文)
四葉的母親。
在花店工作
紫月奈葉（Shizuki Nanoha）：佐々木みゆ（中文配音：林美秀)
四葉的妹妹。
嚮往幻影甜心。

### 紅羽家
紅羽二朗/怪盜二十面相（Akabane Jiroo/Kaitounijumensou）：諏訪太朗（中文配音：李景唐)
星羅的父親
傳說中擁有二十張面孔的怪盜
紅羽月乃（Akabane　Tsukino）：黒田福美（中文配音：林美秀)
星羅的母親

## 劇場版
《秘密X戰士 幻影甜心 劇場版 大家一起來看電影喔》原定于5月1日上映，4月7日宣布因2019冠状病毒病蔓延而推迟上映，随后6月23日宣布， 上映日期为7月23日。

## 客串
警察×戰士 愛心巡護！第10話,第43話
劇場版警察×戰士愛心巡護！ ～來自怪盜的挑戰！讓我們一起愛吧！ ～
原定于2021年4月29日上映。因2019冠状病毒病推迟至5月21日
櫻衣心美/幻影紅桃 - 菱田未渚美
明日海咲/幻影黑桃 - 山口綺羅
紫月四葉/幻影梅花 - 原田都愛
紅羽星羅/幻影方塊 - 石井蘭